# Hitrost streljanja
Hitrost streljanja je število projektilov, ki jih lahko orožje izstreli v določenem časovnem obdobju. Po navadi se meri v številu projektilov/minuto ali pa na sekundo. 
Primeri:
- Jurišna puška - 600-900 nabojev na minuto
- Brzostrelka okrog 900-1200 nabojev na minuto
- Mitraljez - okrog 600-1200 nabojev na minuto
- Gatlingov top dosega okrog 6000 nabojev/minuto, največ 10000 pri 6-cevnem GŠ-30-6
- Avtomatski top - do okrog 2500 nabojev/minuto